# Fernando Pimentel
Fernando Damata Pimentel (Belo Horizonte, 31 de marzo del 1951) es un político y economista brasileño, miembro del Partido de los Trabajadores (Brasil) (PT). Fue Ministro de Desenvolvimiento, Industria y Comercio Exterior de Brasil durante el mandato presidencial de Dilma Rousseff entre 1.º de enero de 2011 y el 12 de febrero de 2014, cuando dejó su cargo para iniciar su precampaña para gobernador del estado de Minas Gerais ese mismo año. Fue sucedido en el Ministerio por Mauro Borges Lemos. En 2014, con 52% de los votos válidos, fue elegido Gobernador de Minas Gerais, venciendo al candidato oficial João Pimenta da Veiga, del PSDB.

## Biografía
Padre de dos hijos, Economista formado en Pontifícia Universidade Católica de Minas Gerais (PUC-MG), y con una maestría en Ciencias Políticas en la Universidade Federal de Minas Gerais (UFMG). Fue elegido prefecto de Belo Horizonte para el mandato 2005 - 2008, por el Partido De Los Trabajadores (PT), del cual es uno de sus fundadores.

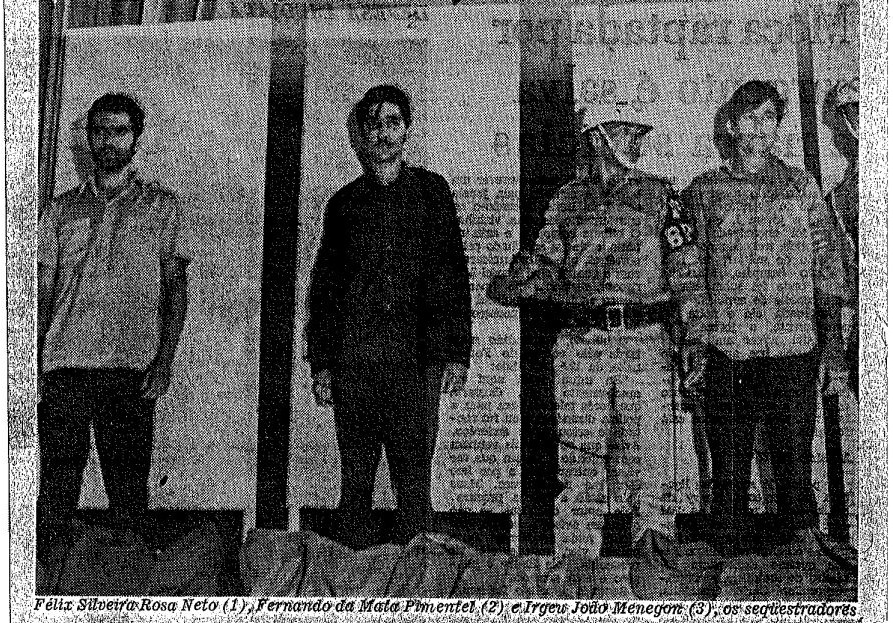
Fernando Damata Pimentel

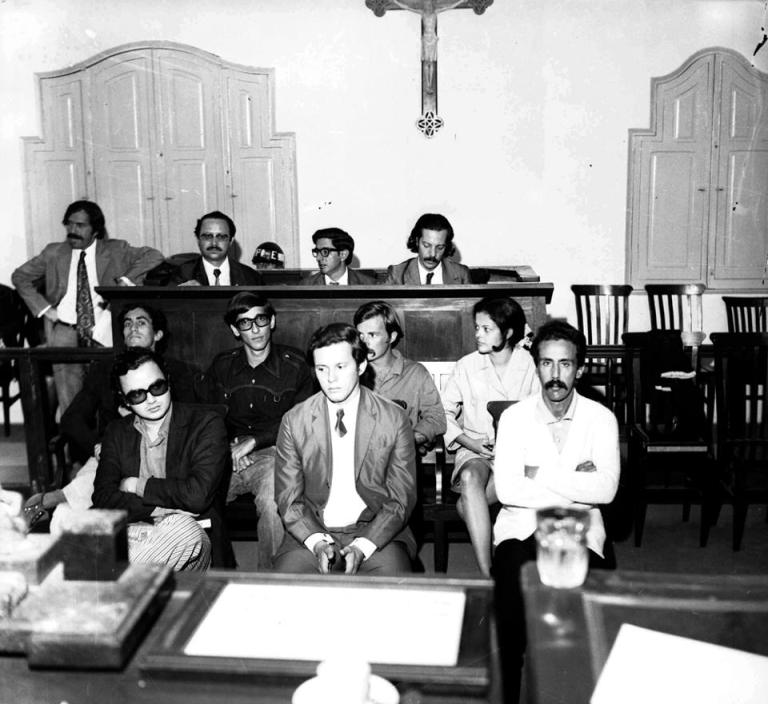
Fernando Pimentel e Dilma Rousseff em 1972

### Carrera académica
Ejerció la actividad académica y docente como coordinado del centro de extensión de la facultad de ciencias económicas de la UFMG y, desde agosto de 1978, como profesor asistente del Departamento de Economía.
Integrante activo de la entidades profesionales, ocupó la vicepresidencia de la Asociación de Profesores Universitarios de Belo Horizonte, durante la gestión 1985-1987, fue presidente del Consejo Regional de Economía de Minas Gerais (1991-1992) siendo reelecto,  dos veces, para consejero de la misma, en el período de 1990-1992. Fue también director del Sindicato de los Economistas de Minas Gerais (1986-1992).